# Gmina związkowa Landau-Land
Gmina związkowa Landau-Land (niem. Verbandsgemeinde Landau-Land) – gmina związkowa w Niemczech, w kraju związkowym Nadrenia-Palatynat, w powiecie Südliche Weinstraße. Siedziba gminy związkowej znajduje się w mieście Landau in der Pfalz, które jednak do gminy tej nie należy.

## Podział administracyjny
Gmina związkowa zrzesza 14 gmin wiejskich:
1. Billigheim-Ingenheim
2. Birkweiler
3. Böchingen
4. Eschbach
5. Frankweiler
6. Göcklingen
7. Heuchelheim-Klingen
8. Ilbesheim bei Landau in der Pfalz
9. Impflingen
10. Knöringen
11. Leinsweiler
12. Ranschbach
13. Siebeldingen
14. Walsheim